# LD 50 Lethal Dose
LD 50 Lethal Dose (Dosis letal media) es una película de terror del año 2003 dirigida por Simon De Selva y producida por Alistair MacLean-Clark y Basil Stephens y escrita por Matthew McGuchan. 
La película está protagonizada por Tom Hardy, Katharine Towne y Melanie Brown.
Un grupo de activistas por los derechos de los animales partió para liberar a un colega encarcelado de una terrible experiencia pero su misión de rescate se convierte en una serie de incidentes retorcidos y alucinantes. 

## Sinopsis
Los activistas Helen, Matt, Louise y Gary irrumpen en un centro de investigación animal, cuando Garyqueda atrapado en una trampa para osos. Incapaz de liberar a Gary, el resto del grupo huye, dejando a Gary a cargo. Un año después, el grupo se ha disuelto hasta que llega un correo electrónico cifrado de Gary pidiendo ayuda. Danny, quien ha estado visitando a Gary en prisión, le dice al grupo que Gary ha cambiado su cuerpo por experimentos a cambio de una sentencia reducida.
El grupo, todavía afectado por la culpa un año después, se reúne con entusiasmo e investiga el centro de investigación para intentar ayudar a encontrar información sobre la solicitud de Gary. Sin embargo, cuando llegan a la instalación, encuentran que el lugar es un basurero y está abandonado. Continúan investigando de todos modos y pronto se dan cuenta de que la instalación ha sido el lugar de muchos experimentos gubernamentales ilegales recientes, no solo en animales sino también en humanos.
Luego se dan cuenta de que están encerrados en la instalación. Helen intenta recuperar más información, mientras Matt y Louise buscan una salida. Matt es capturado por los agentes del gobierno. 
Mientras tanto, Louise es atacada por un animal rabioso, pero es capaz de luchar contra él y electrocutarlo con cables que cuelgan cerca. Luego se tropieza con una tina de ácido burbujeante. Al darse cuenta de que el ácido se está calentando, se da cuenta de que hay alguien allí y comienza a investigar detenidamente. Ella entra en una sala de almacenamiento cercana y encuentra a Matt adentro, todo atado y amordazado. Se da cuenta de que alguien está planeando arrojar a Matt al ácido y promete detenerlos, y para consternación de Matt, lo deja atado.
Helen se enfrenta a "The Creator", el individuo detrás del programa. Helen ya ha impreso copias de la investigación y amenaza con exponerlo y le dice que irá a la cárcel. El Creador se ríe y ataca a Helen, tratando de ahogarla en agua. Helen rompe un jarrón sobre su cabeza y lo golpea hacia atrás. El Creador tropieza con los productos químicos y se incendia. Intenta meterse en el agua para apagarlo, pero accidentalmente salta a los químicos que empeoran sus llamas. 
Mientras tanto, Louise intenta salvar a Matt. Se esconde detrás de un cargamento después de escuchar a dos hombres acercándose hacia el armario. Hablan de arrojar a Matt al ácido y deshacerse de él, por lo que Louise los embosca sorprendida, arrojándoles productos químicos que agarró de un estante. Los hombres gritan de agonía e intentan atacarla, pero se sorprenden y cegan. Ella termina arrojándolos a ambos al ácido en defensa propia. Una vez hecho esto, comienza a retirarse, aparentemente olvidando que Matt está atado. Sin embargo, Matt se da cuenta de que Louise ganó la pelea y la escucha irse, y, aunque amordazado, grita esperando que Louise lo escuche. Louise lo escucha y lo recuerda, y ella regresa al armario y lo ayuda y lo desata y desata.
Helen, Louise y Matt se encuentran todos juntos. Al darse cuenta de lo que ha pasado cada uno de ellos, el trío decide dar por terminado el día. Salen de la instalación, habiendo derrotado a The Creator y sus secuaces, y planean reportarlo al FBI. Sin embargo, el área se inundó y su camioneta está debajo del agua. Piden prestada una balsa de la instalación, se suben a ella y se dirigen a casa.

## Reparto
- Tom Hardy como Matt
- Katharine Towne como Helen
- Mel B como Louise
- Ross McCall como Gary
- Toby Fisher como Justin
- Leo Bill como Danny
- Philip Winchester como Vaughn
- Stephen Lord como Spook

## Producción
Filmado en locaciones de Londres, Inglaterra e Isla de Man. El rodaje comenzó el 27 de octubre de 2002 y se prolongó hasta el 31 de enero de 2003.